# De Beemden (Tongeren)
De Beemden is een natuurgebied in de vallei van de Jeker ten oosten van Tongeren. Het gebied wordt beheerd door Natuurpunt en maakt deel uit van het Landschapspark van de Oostelijke Jeker.
Het gebied ligt grotendeels tussen twee armen van de Jeker.
Het betreft een kleinschalig geheel van voormalige hooilandjes, omzoomd door meidoornhagen, en tegenwoordig zodanig beheerd dat verschraling optreedt, waardoor er zich bloemrijke graslanden ontwikkelen.
Tot de plantensoorten die er voorkomen behoren: dotterbloem, gevlekte orchis, vleeskleurige orchis, brede orchis, kleine ratelaar, groot streepzaad, knolsteenbreek, adderwortel, kruipend zenegroen, slanke sleutelbloem, beemdlangbloem, en Hongaars havikskruid.
Ook is er een rijk vogelleven en komen reptielen als de hazelworm er voor.
Het gebied is ontsloten door bewegwijzerde wandelingen.